# هورو اوشاغی
هورو اوشاغی (به لاتین: Hürüuşağı) منطقه‌ای مسکونی در جمهوری آذربایجان است که در شهرستان یولاخ واقع شده است. هورو اوشاغی ۸۹۹ نفر جمعیت دارد.